# Golders Green-i háborús emlékmű
A Golders Green-i háborús emlékmű (Golders Green War Memorial) a névadó londoni előváros első és második világháborús áldozataira emlékezik.

## Története
Az emlékművet 1923-ban állították az első világháborús áldozatok előtt tisztelegve, tervezője Frank T. Dear volt. Később kiegészítették a második világháborús áldozatok neveivel is. A négyzetalapú talapzaton egy portlandi kőből készített, a whitehalli kenotáfiumot idéző vaskos oszlop áll, amelynek mind a négy oldalán órát helyeztek el. Az emlékmű tetején álló üres koporsó 2,5 méter széles és ugyanilyen hosszú, magassága egy méter.
Az oszlop minden oldalán egy erény olvashatóː hűség, igazságosság, bátorság és becsület. Egy táblán a következő állː Nevük örökké élni fog. Egy másikonː Emlékül Golden Green férfiainak, akik meghozták a legnagyobb áldozatot 1914-1918-ban. Egy később rögzített tábla az 1939 és 1945 közötti áldozatoknak állít emléket. Az első világháborús táblán 181, a második világháborúson 164 név szerepel.
1923. április 21-én leplezték le Arthur James Reynolds Middlesex megyei tanácstag jelenlétében. Az emlékmű a North End Road és a Finchley Road találkozásánál áll.